# Province de Caroline
1663–1712
Entités suivantes :
- Province de Caroline du Nord
- Province de Caroline du Sud

La province de Caroline, de 1663 à 1712, était une proprietary colony nord-américaine du Royaume-Uni, contrôlée par huit nobles anglais dont Anthony Ashley-Cooper. Des dissensions sur la gouvernance de la province conduisit à la mise en place d'un gouverneur délégué pour administrer la moitié nord de la colonie en 1691.
La division nord-sud devint totale en 1712, mais les deux colonies restaient aux mains du même groupe de propriétaires. Une rébellion éclata contre les propriétaires en 1719 qui conduisit à la mise en place d'un gouverneur royal en Caroline du Sud en 1720. Après une décennie durant laquelle le gouvernement britannique chercha à reprendre la part des propriétaires, la Caroline du Nord et la Caroline du Sud devinrent deux colonies royales complètement distinctes en 1729.

## Toponymie
Le nom de la Caroline (en anglais Carolina) est un hommage au roi Charles Ier (1600-1649), père de Charles II, mort décapité au cours de la Première Révolution anglaise (1641-1660).

## Histoire

### Première partie duXVIIesiècle
La colonisation de la province a été prévue dès les années 1629 et confiée à Robert Heath, un calviniste convaincu qui avait servi le roi Charles Ier d'Angleterre à partir de 1625, nommé grâce l'influence du duc de Buckingham.
Membre de la commission pour le commerce du tabac avec la Virginie en 1627–1628, Heath reçoit la concession en 1629 et voulait confier la terre aux huguenots français. Mais Charles a limité l'utilisation de cette terre aux membres de l' Église d'Angleterre et Heath a transmis la concession à George, Lord Berkeley puis à partir de 1629 s'intéressa aux principales mines du Derbyshire, engageant Sir Cornelius Vermuyden comme partenaire dans une grande opération de drainage à Wirksworth.
Robert Heath fut nommé procureur général en 1631 mais perdit ce poste en septembre 1634. Avec l'avocat général Richard Shelton, l'un des plus hauts postes de la hiérarchie du ministère de la Justice, après le procureur général, il entre en disgrâce en 1934, selon l'historien Thomas G.Barnes, car leur opinion diverge d'avec celle de l'entourage royal sur la question des Plantations en Ulster.
Au cours des quatre premières décennies du XVIIe siècle les monarques anglais de la dynastie Stuart, qui régnaient aussi sur l'Irlande, ont accordé un nombre très important de titres de noblesse. Ainsi 64 titres de noblesse ayant la pairie du Royaume sont créés en Angleterre par James Ier et 56 par son fils Charles. Il n'y avait que 59 pairs du Royaume avant leur arrivée, chiffre qui n'avait quasiment pas changé pendant trois siècles.
La plupart des 120 nouveaux sont récompensés pour des services rendus ou leur activité de courtisan, mais l'historien Charles R. Mayes a souligné qu'il est aussi agi pour les deux monarques de défendre leur position à la chambre des Lords face à l'opposition. La création de nouveaux titres a également eu un effet inverse en irritant bon nombre de familles paires du Royaume, dans cette même assemblée. Une douzaine d'années après son arrivée, James Ier a commencé à s'intéresser aussi aux titres de noblesse en Irlande et à en créer de nombreux, afin de mieux assurer les liens entre l'Angleterre et l'Irlande.
La période Stuart voit aussi l'arrivée d'environ 3500 chevaliers contre 900 pour la période Eizabethaine.

### Seconde partie duXVIIesiècle
La colonisation de la province a dans les faits surtout eu lieu de 1653 à 1670. Celle-ci commença par la création de trois établissements côtiers éloignés de plusieurs centaines de kilomètres :
- la colonie d'Albemarle au Nord, proche de la Virginie dans les années 1650
- puis la colonie du Cape Fear dans les années 1660
- enfin la colonie de Charleston au sud en 1670. Celle-ci aura une croissance rapide après les conflits religieux et les guerres indiennes des années 1710.

Après la Restauration anglaise en 1660, Charles II d'Angleterre récompensa  huit lords propriétaires de Caroline qui l'aidèrent à retourner sur le trône d'Angleterre lors de la Troisième guerre civile anglaise. Il leur accorda, le 24 mars 1663, huit concessions sur les terres qui portaient alors le nom de Caroline.

### Charte de 1663
La charte de 1663 accordait le titre de Lords Proprietor à toutes les terres comprises entre la limite sud de la colonie de Virginie (à 36 degrés nord) et le long de l'actuel État de Géorgie (31 degrés nord). En 1665, la charte fut légèrement revue, la frontière nord fut établie à 36 degrés 30 minutes nord pour inclure les colonies présentes le long de l'estuaire de la baie d'Albemarle qui s'étaient séparées de la colonie de Virginie. De même, la frontière sud fut déplacée à 29 degrés nord, juste au sud de l'actuel Daytona Beach, ce qui inclut la colonie espagnole de St. Augustine. En vertu de la charte, les terres comprises entre l'Atlantique et le Pacifique appartenaient à la Caroline.

### Lords propriétaires
Les Lords Proprietors nommés par la charte étaient : Hendy Hyde, George Monck, William Craven, John Berkeley, Anthony Ashley-Cooper, Sir George de Carteret, Sir William Berkeley (frère de John), et Sir John Colleton. Des huit, celui ayant un le plus grand intérêt pour la Caroline fut Lord Shaftesbury. Shaftesbury, avec l'aide de son secrétaire, le philosophe John Locke, rédigea la Fundamental Constitutions of Carolina (en), une tentative d'organiser le gouvernement de la colonie qui était fortement influencé par les idées du politologue anglais James Harrington. Certains des autres Lords Propriétaires avaient aussi des intérêts dans d'autres colonies : William Berkeley en Virginie, John Berkeley et George Carteret dans la province du New Jersey.
Les Lords Propriétaires étaient capables d'exercer une autorité proche de celle d'un souverain indépendant, bien que celle-ci découlait de la charte royale. Le gouvernement était composé d'un Gouverneur, d'un Conseil puissant, dont la moitié était choisie par les Lords Propriétaires, et l'autre moitié par une Assemblée élue par le peuple dont les pouvoirs étaient relativement faibles.
Bien que la Colonie perdue de Roanoke Island représente la première tentative de colonie anglaise sur le territoire de Caroline, le premier établissement permanent de la région fut créé en 1653, établi principalement par des émigrants de la colonie de Virginie, de Nouvelle-Angleterre et des Bermudes. Précédant de dix ans l'octroi de la charte, ils s'installèrent sur les rives de la Chowan River et du Roanoke dans la région de l'estuaire d'Albemarle au nord-ouest de l'actuelle Caroline du Nord. L’Albemarle Settlements devint connu en Virginie en tant que « Rogues' Harbor ».
Plusieurs des plus riches planteurs de sucre de la Barbade, tels Sir John Yeamans, Sir John Colleton et le Colonel Benjamin Berringer, partirent dans les années 1660 avec un groupe de planteurs et plusieurs centaines d'esclaves dans la province de Caroline, pour acquérir de nouvelles terres à meilleur prix. Ils fondèrent la ville de Charlestown, marquant ainsi le début de l'expansion vers le Sud des grandes plantations de tabac du Sud des États-Unis. En 1665, Sir John Yeamans établit une seconde colonie permanente sur le fleuve Cape Fear, près de l'actuel Wilmington (Caroline du Nord), aujourd'hui appelé Clarendon.
Une autre région fut colonisée sous la période des Lords Propriétaires en 1670 au sud des autres établissements, près de l'actuel Charleston. La colonie de Charles-town se développa plus rapidement que les établissements de l'Albemarle et de Cape Fear grâce à deux avantages : la présence d'un port naturel et un accès facile au commerce avec les Caraïbes. Lord Shaftesbury, qui inspira les noms des fleuves Ashley et Cooper, fit les plans de Charles-town.
Cet établissement du sud, qui prit le nom de Charleston, était le siège principal du gouvernement pour la province entière. Toutefois, à cause de leur éloignement, le nord et le sud de la colonie cohabitèrent plus ou moins indépendamment jusqu'en 1691 avec la nomination de Philip Ludwell comme gouverneur des deux régions. De cette période à 1708, le nord et le sud ont vécu sous un gouvernement commun. Le nord continua d'avoir sa propre assemblée et son conseil, tandis que le gouverneur résidait à Charleston et nommait un député gouverneur pour le nord. Durant cette période, les deux régions commencèrent à se distinguer en Caroline du Nord et du Sud.

### Dissension
De 1708 à 1710, à cause des dissensions qui survinrent à la suite de la tentative d'établir une église d'État de nature anglicane dans la colonie, la province fut incapable de s'accorder sur les officiels élus et resta sans gouvernement légal reconnu. Ceci, couplé avec la guerre des Tuscarora et la guerre des Yamasee, et l'impossibilité pour les Lords Propriétaires d'agir activement, conduisit à la mise en place de deux gouvernements séparés : un pour la Caroline du Nord et l'autre pour la Caroline du Sud. Certains considèrent cette période comme la création de deux colonies séparées, mais ceci ne fut officiel qu'en 1729, quand sept des huit Lords Propriétaires vendirent leurs intérêts en Caroline à la Couronne et la Caroline du Nord et du Sud devinrent des colonies royales. La huitième part était celle de Sir George Carteret, qui donna ses terres à son petit-fils John Carteret. Il conserva la possession d'une bande de terre large de 60 miles (115 km) en Caroline du Nord au niveau de la frontière avec la Virginie, qui devint connue sous le nom de Granville District (en). Ce district devait devenir plus tard le théâtre de beaucoup de batailles jusqu'à la guerre d'indépendance des États-Unis, à l'époque où il fut saisi par le gouvernement révolutionnaire de Caroline du Nord.

### Géorgie
En 1732, une charte mis en place par George II de Grande-Bretagne permet la séparation de la province de Géorgie avec la Caroline du Sud.

## Charte précédente
Le 30 octobre 1629, le roi Charles Ier accorda à Sir Robert Heath la possession du territoire de Caroline (les terres au sud de 36 degrés et au nord de 31 degrés). Toutefois, Heath ne fit aucun effort pour implanter une colonie sur ses terres. Le Roi Charles Ier fut exécuté en 1649 et Heath s'enfuit vers la France où il mourut. Quand la monarchie fut restaurée, les héritiers de Heath tentèrent de reprendre leur droit sur les terres, mais Charles II décida que les réclamations de Heath n'étaient plus valables.

## Compléments

#### Articles centrés sur la Caroline coloniale
- Carolana (en)
- Province de Caroline du Nord
- Province de Caroline du Sud
- Colonie du Cape Fear
- Colonie d'Albemarle
- Colonie de Charleston
- Liste des gouverneurs coloniaux de Caroline du Nord
- Liste des gouverneurs coloniaux de Caroline du Sud

#### Autres articles
- Histoire de la Barbade
- Compagnie Royale d'Afrique
- Ferme du tabac
- Histoire de la Virginie